# Jussier Formiga
Jussier da Silva Vieira (Natal, 14 de abril de 1985) é um lutador brasileiro de artes marciais mistas, atualmente compete no peso-mosca do Ultimate Fighting Championship, onde ocupa o número 1 do ranking. 
Formiga já foi Campeão Sul-Americano da categoria 123 pounds do Shooto e é o atual 4° colocado no ranking mundial da categoria do site Sherdog.

## Carreira no MMA

### Shooto Brasil
Jussier entrou para o Shooto e venceu sua estréia em 29 de Novembro de 2008 no Shooto - Brazil 9 contra Michael Willian Costa por decisão dividida.
Em seguida, venceu Shinichi "BJ" Kojima por decisão unânime no Shooto - Revolutionary Exchanges 1: Undefeated.
Era esperado que Formiga poderia voltar no fim do ano para uma revanche pelo título contra Kojima. Porém, Kojima vagou o título, complicando ainda mais o futuro de Jussier na organização.
Formiga nesse momento, era rankeado como número um peso mosca no mundo e enfrentou Alexandre Pantoja, que era imbatível na categoria dos moscas. Em 12 de Junho de 2010, Formiga derrotou Pantoja por decisão unânime para defender seu Título 123 lbs Sul-Americano do Shooto.

### Tachi Palace Fights
Formiga assinou um contrato exclusivo de quatro lutas com a promoção baseada na Califórnia, Tachi Palace Fights organization. Sua primeira luta na organização foi contra o veterano do WEC Danny Martinez no Tachi Palace Fights 7. Formiga venceu a luta por decisão unânime.
A luta seguinte de Fomiga foi contra outro veterano do WEC Ian McCall. Ele perdeu a luta por decisão unânime.
Formiga em seguida enfrentou o lutador do top da categoria dos moscas Mamoru Yamaguchi no Tachi Palace Fights 10. Ele venceu a luta por decisão unânime.

### Ultimate Fighting Championship
Em 14 de Julho de 2012 foi anunciado que Formiga assinou com o UFC.
Formiga enfrentou John Dodson em 5 de Outubro de 2012 no UFC on FX: Browne vs. Pezão. Após um primeiro round lento, Formiga começou a sucumbir a velocidade de Dodson, e perdeu por nocaute técnico com golpes no chão aos 4:35 do segundo round.
Formiga enfrentou Chris Cariaso em 18 de Maio de 2013 no UFC on FX: Belfort vs. Rockhold. Ele venceu por decisão unânime.
Formiga enfrentou Joseph Benavidez em 4 de Setembro de 2013 no UFC Fight Night: Teixeira vs. Bader. Ele perdeu a luta por nocaute técnico no primeiro round.
Formiga enfrentou Scott Jorgensen em 23 de Março de 2014 no UFC Fight Night: Shogun vs. Henderson II. Formiga venceu por finalização no primeiro round.
Formiga era esperado para enfrentar Zach Makovsky em 2 de Agosto de 2014 no UFC 176. No entanto, devido a uma lesão de José Aldo que faria o evento principal, o evento foi cancelado e a luta entre eles movida para o UFC Fight Night: Bader vs. St. Preux em 16 de Agosto. Formiga venceu por decisão unânime.
Ele era esperado para enfrentar John Moraga em 13 de Dezembro de 2014 no UFC on Fox: dos Santos vs. Miocic, porém, uma lesão o tirou do evento.
Formiga enfrentou o conterrâneo Wilson Reis em 30 de Maio de 2015 no UFC Fight Night: Condit vs. Alves. Formiga venceu a luta por decisão unânime.
Jussier enfrentou Henry Cejudo em 21 de Novembro de 2015 no The Ultimate Fighter: América Latina 2 Finale e foi derrotado por decisão dividida.

## Cartel no MMA
| Cartel no MMA   |             |            |
| 31 lutas        | 23 vitórias | 8 derrotas |
| Por nocaute     | 0           | 4          |
| Por finalização | 10          | 0          |
| Por decisão     | 13          | 4          |

| Res.    | Cartel | Oponente              | Método                                    | Evento                                         | Data       | Round | Tempo | Local                  | Notas                                             |
| ------- | ------ | --------------------- | ----------------------------------------- | ---------------------------------------------- | ---------- | ----- | ----- | ---------------------- | ------------------------------------------------- |
| Derrota | 23-8   | Alex Perez            | Nocaute Técnico (chute na perna)          | UFC 250: Nunes vs. Spencer                     | 06/06/2020 | 1     | 4:06  | Las Vegas, Nevada      |                                                   |
| Derrota | 23-7   | Brandon Moreno        | Decisão (unânime)                         | UFC Fight Night: Lee vs. Oliveira              | 14/03/2020 | 3     | 5:00  | Brasília               |                                                   |
| Derrota | 23-6   | Joseph Benavidez      | Nocaute Técnico (chute na cabeça e socos) | UFC on ESPN: Ngannou vs. dos Santos            | 29/06/2019 | 2     | 4:47  | Minneapolis            |                                                   |
| Vitória | 23-5   | Deiveson Figueiredo   | Decisão (unânime)                         | UFC Fight Night: Thompson vs. Pettis           | 23/03/2019 | 3     | 5:00  | Nashville              |                                                   |
| Vitória | 22-5   | Sergio Pettis         | Decisão (unânime)                         | UFC 229: Khabib vs. McGregor                   | 06/10/2018 | 3     | 5:00  | Las Vegas, Nevada      |                                                   |
| Vitória | 21-5   | Ben Nguyen            | Finalização Técnica (mata leão)           | UFC 221: Romero vs. Rockhold                   | 10/02/2018 | 3     | 1:43  | Perth                  | Performance da Noite.                             |
| Vitória | 20-5   | Ulka Sasaki           | Finalização (mata leão)                   | UFC Fight Night: Saint Preux vs. Okami         | 23/09/2017 | 1     | 4:30  | Saitama                |                                                   |
| Derrota | 19-5   | Ray Borg              | Decisão (unânime)                         | UFC Fight Night: Belfort vs. Gastelum          | 11/03/2017 | 3     | 5:00  | Fortaleza              |                                                   |
| Vitória | 19-4   | Dustin Ortiz          | Decisão (unânime)                         | UFC Fight Night: Cyborg vs. Lansberg           | 24/09/2016 | 3     | 5:00  | Brasília               |                                                   |
| Derrota | 18-4   | Henry Cejudo          | Decisão (dividida)                        | TUF América Latina 2 Finale                    | 21/11/2015 | 3     | 5:00  | Monterrey              |                                                   |
| Vitória | 18-3   | Wilson Reis           | Decisão (unânime)                         | UFC Fight Night: Condit vs. Alves              | 30/05/2015 | 3     | 5:00  | Goiânia                |                                                   |
| Vitória | 17-3   | Zach Makovsky         | Decisão (unânime)                         | UFC Fight Night: Bader vs. St. Preux           | 16/08/2014 | 3     | 5:00  | Bangor, Maine          |                                                   |
| Vitória | 16-3   | Scott Jorgensen       | Finalização (mata leão)                   | UFC Fight Night: Shogun vs. Henderson II       | 23/03/2014 | 1     | 3:07  | Natal                  |                                                   |
| Derrota | 15-3   | Joseph Benavidez      | Nocaute Técnico (joelhada e socos)        | UFC Fight Night: Teixeira vs. Bader            | 04/09/2013 | 1     | 3:07  | Belo Horizonte         |                                                   |
| Vitória | 15-2   | Chris Cariaso         | Decisão (unânime)                         | UFC on FX: Belfort vs. Rockhold                | 18/05/2013 | 3     | 5:00  | Jaraguá do Sul         |                                                   |
| Derrota | 14-2   | John Dodson           | Nocaute Técnico (socos)                   | UFC on FX: Browne vs. Pezão                    | 05/10/2012 | 2     | 4:35  | Minneapolis, Minnesota | Estreia no UFC.                                   |
| Vitória | 14-1   | Sidney Oliveira       | Finalização (mata leão)                   | Shooto - Brazil 31                             | 29/06/2012 | 1     | 2:45  | Brasília               |                                                   |
| Vitória | 13-1   | Martin Coria          | Finalização (triângulo)                   | Coliseu Extreme Fight                          | 18/03/2012 | 3     | 2:11  | Maceió                 |                                                   |
| Vitória | 12-1   | Rodrigo Santos        | Finalização (mata leão)                   | Fort MMA - Fort MMA Championships 1            | 15/12/2011 | 1     | 3:52  | Natal                  |                                                   |
| Vitória | 11-1   | Michael William Costa | Finalização (mata leão)                   | Shooto - Brazil 26                             | 29/10/2011 | 2     | 4:55  | Rio de Janeiro         | Defendeu o Título 123 lbs Sul-Americano do Shooto |
| Vitória | 10-1   | Mamoru Yamaguchi      | Decisão (unânime)                         | TPF 10: Tachi Palace Fights 10                 | 05/08/2011 | 3     | 5:00  | Lemoore, Califórnia    |                                                   |
| Derrota | 9-1    | Ian McCall            | Decisão (unânime)                         | TPF 8: All or Nothing                          | 18/02/2011 | 3     | 5:00  | Lemoore, Califórnia    |                                                   |
| Vitória | 9-0    | Danny Martinez        | Decisão (unânime)                         | Tachi Palace Fights 7                          | 02/12/2010 | 3     | 5:00  | Lemoore, Califórnia    |                                                   |
| Vitória | 8-0    | Alexandre Pantoja     | Decisão (unânime)                         | Shooto - Brazil 16                             | 12/06/2010 | 3     | 5:00  | Rio de Janeiro         | Defendeu o Título 123 lbs Sul-Americano do Shooto |
| Vitória | 7-0    | Shinichi Kojima       | Decisão (unânime)                         | Shooto - Revolutionary Exchanges 1: Undefeated | 19/07/2009 | 3     | 5:00  | Tóquio                 |                                                   |
| Vitória | 6-0    | Michael William Costa | Decisão (dividida)                        | Shooto - Brazil 9                              | 11/11/2008 | 3     | 5:00  | Fortaleza              | Ganhou o Título 123 lbs Sul-Americano do Shooto   |
| Vitória | 5-0    | Ralph 'Loren' Lauren  | Finalização (mata leão)                   | Shooto - Brazil 8                              | 30/08/2008 | 1     | 1:46  | Rio de Janeiro         |                                                   |
| Vitória | 4-0    | José Maria Tomé       | Finalização (mata leão)                   | OBF - Original Bairros Fight 7                 | 09/03/2008 | 1     | 3:41  | Natal                  |                                                   |
| Vitória | 3-0    | Arinaldo Batista      | Decisão (unânime)                         | HF - Hikari Fight                              | 14/01/2006 | 3     | 5:00  | Natal                  |                                                   |
| Vitória | 2-0    | Amaury Junior         | Decisão (unânime)                         | MF - Mossoro Fight                             | 26/08/2005 | 3     | 5:00  | Mossoró                |                                                   |
| Vitória | 1-0    | Chacal Chacal         | Finalização (chave de braço)              | TF - Tremons Fight                             | 13/05/2005 | 1     | 3:20  | Natal                  |                                                   |